# Roberto Fiore

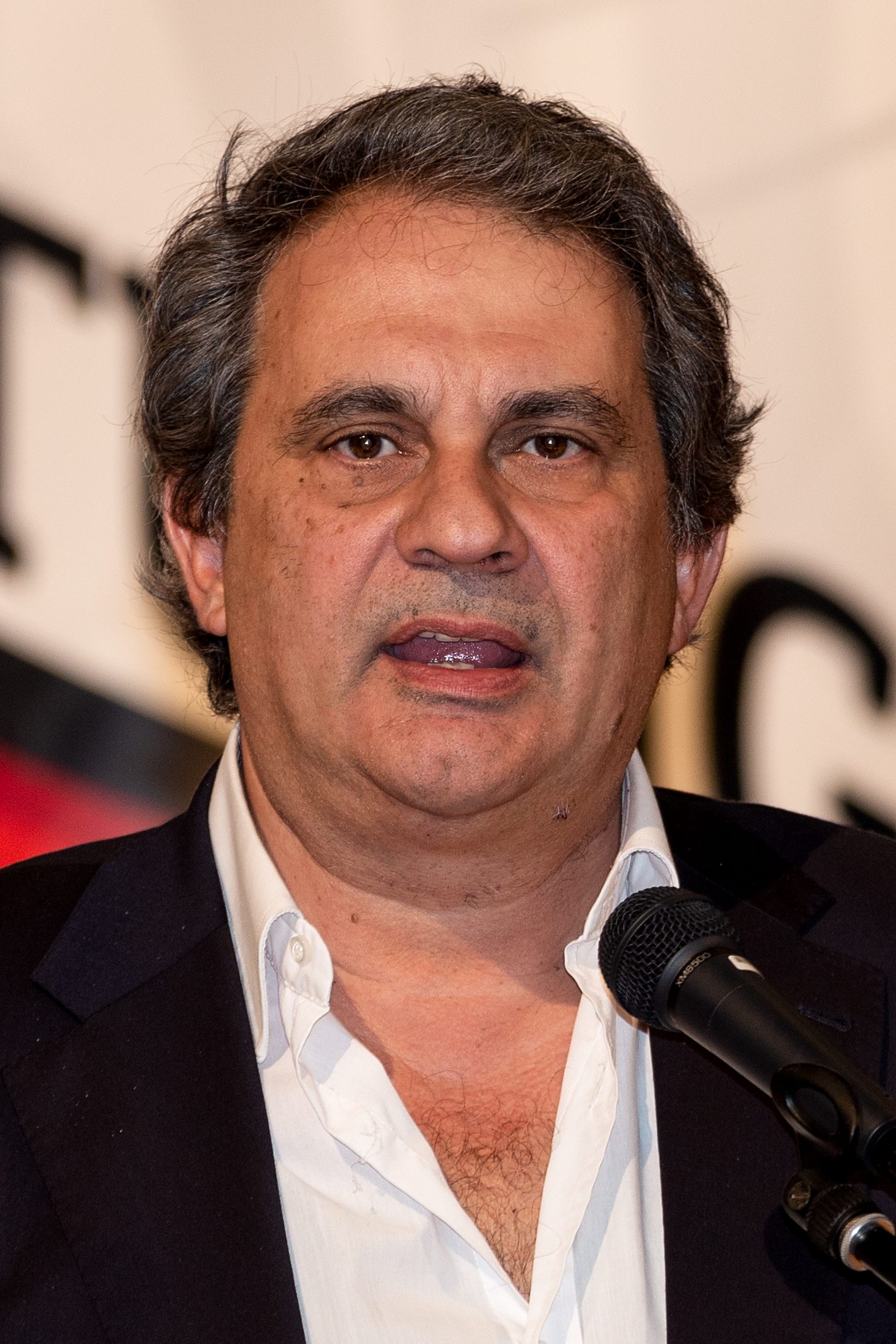
Roberto Fiore år 2018.

Roberto Fiore, född 15 april 1959, är en italiensk politiker och ledare för det nyfascistiska partiet Forza Nuova (Ny Kraft). Han är den centrala personen bakom tredje positionen, en fascistisk idéströmning som uppstod under 1970-talet och som strävade efter ett fascistiskt Europa mot kommunism och kapitalism. År 2008 blev han invald i Europaparlamentet där han innehade en rad uppdrag under drygt ett års tid.
Efter att ha figurerat i utredningar efter bombdådet i Bologna, som dödade 85 personer och skadade omkring 200, flydde han till Libanon för att därefter bege sig till London i avvaktan på att preskriptionstiden för brott han var misstänkt för skulle löpa ut. I London knöt han kontakter med det brittiska nynazistiska partiet National Front, ledaren för British National Party Nick Griffin och sångaren i det nynazistiska gruppen Skrewdriver, Ian Stuart Donaldson. Han grundade även en affärsrörelse vid namn "Meeting Point", numera "Easy London", som ordnar boende och arbete åt unga som vill flytta till London.
År 1999 återvände han till Italien och fortsatte byggandet av partiet Forza Nuova som han hade grundat redan i London. Partiet samarbetade tidigt med spanska och tyska högerextrema partier som Democrazia Nazional och Nationaldemokratische Partei Deutschlands.